# Arena Nova
Arena Nova er et indendørs stadion, beliggenede i Wiener Neustadt, Østrig og har pladser til cirka 5.000 personer. Stadionet brugers til forskellige sportsbegivenheder, udstillinger og koncerter. Stadionet blev brugt ved VM i Håndbold 1995, og blev brugt igen, ved EM i håndbold 2010.